# Belišće
Belišće (maďarsky Belistye) je město ve východním Chorvatsku v Osijecko-baranjské župě. Nachází se v oblasti Valpovština, asi 26 km severozápadně od Osijeku, mezi řekami Dráva a Karašica. V roce 2011 žilo v Belišći 6 518 obyvatel, v celé občině pak 10 825 obyvatel.
Město Belišće tvoří aglomeraci s obcí Bistrinci a městem Valpovo. Celkem se včetně Belišće v opčině nachází 9 obcí, do nichž patří:
- Belišće – 6 518 obyvatel
- Bistrinci – 1 598 obyvatel
- Bocanjevci – 457 obyvatel
- Gat – 705 obyvatel
- Gorica Valpovačka – 165 obyvatel
- Kitišanci – 150 obyvatel
- Tiborjanci – 291 obyvatel
- Veliškovci – 685 obyvatel
- Vinogradci – 256 obyvatel